# Cúp Liên đoàn bóng đá Phần Lan 2009
Cúp bóng đá Phần Lan 2009 là mùa giải thứ 13 của Cúp Liên đoàn bóng đá Phần Lan, giải đấu cúp bóng đá danh giá thứ hai tại Phần Lan.
Giải đấu cúp chia thành hai giai đoạn. Đầu tiên là vòng bảng với việc 14 đội bóng Veikkausliiga chia thành hai bảng. Bốn đội xuất sắc nhất mỗi bảng bước vào vòng đấu loại trực tiếp – tứ kết, bán kết và chung kết.

## Vòng bảng
Mỗi đội thi đấu với các đội khác một lượt, có thể trên sân nhà hoặc sân khách. Các trận đấu diễn ra từ 25 tháng Một đến 24 tháng 3 năm 2009.

### Bảng 1
| XH | Đội            | Tr | T | H | T | BT | BB | HS  | Đ  |
| -- | -------------- | -- | - | - | - | -- | -- | --- | -- |
| 1  | Tampere United | 6  | 4 | 2 | 0 | 17 | 6  | +11 | 14 |
| 2  | IFK Mariehamn  | 6  | 4 | 2 | 0 | 14 | 8  | +6  | 14 |
| 3  | TPS Turku      | 6  | 3 | 2 | 1 | 9  | 4  | +5  | 11 |
| 4  | Lahti          | 6  | 2 | 3 | 1 | 8  | 10 | −2  | 9  |
| 5  | Inter Turku    | 6  | 2 | 1 | 3 | 8  | 9  | −1  | 7  |
| 6  | JJK Jyväskylä  | 6  | 0 | 1 | 5 | 5  | 12 | −7  | 1  |
| 7  | RoPS Rovaniemi | 6  | 0 | 1 | 5 | 2  | 14 | −12 | 1  |

| S.nhà ╲ S.khách | MAR | INT | JJK | LAH | RPS | TAM | TPS |
| IFK Mariehamn   |     |     |     | 3–3 |     | 2–2 | 2–1 |
| FC Inter        | 1–2 |     |     | 1–1 |     |     | 0–1 |
| JJK             | 0–2 | 1–2 |     |     |     | 2–3 |     |
| FC Lahti        |     |     | 1–0 |     | 2–0 |     | 1–1 |
| RoPS            | 1–3 | 0–3 | 1–1 |     |     |     |     |
| Tampere United  |     | 5–2 |     | 5–0 | 2–0 |     |     |
| TPS             |     |     | 3–1 |     | 3–0 | 0–0 |     |

### Bảng 2
| XH | Đội          | Tr | T | H | T | BT | BB | HS  | Đ  |
| -- | ------------ | -- | - | - | - | -- | -- | --- | -- |
| 1  | HJK Helsinki | 6  | 6 | 0 | 0 | 14 | 3  | +11 | 18 |
| 2  | Honka        | 6  | 5 | 0 | 1 | 15 | 4  | +11 | 15 |
| 3  | VPS Vaasa    | 6  | 3 | 0 | 3 | 8  | 8  | 0   | 9  |
| 4  | Jaro         | 6  | 2 | 1 | 3 | 9  | 7  | +2  | 7  |
| 5  | MyPa         | 6  | 2 | 0 | 4 | 7  | 12 | −5  | 6  |
| 6  | Haka         | 6  | 1 | 1 | 4 | 6  | 9  | −3  | 4  |
| 7  | KuPS Kuopio  | 6  | 1 | 0 | 5 | 5  | 21 | −16 | 3  |

| S.nhà ╲ S.khách | HAK | HJK | HON | JAR | KPS | MYP | VPS |
| Haka            |     | 0–2 |     |     |     | 2–3 | 2–0 |
| HJK             |     |     | 3–0 | 1–0 |     | 2–1 |     |
| FC Honka        | 1–0 |     |     | 2–0 | 7–0 |     |     |
| FF Jaro         | 1–1 |     |     |     | 3–1 |     | 0–2 |
| KuPS            | 2–1 | 1–4 |     |     |     |     | 0–3 |
| MYPA            |     |     | 0–1 | 0–5 | 3–1 |     |     |
| VPS             |     | 1–2 | 1–4 |     |     | 1–0 |     |

## Vòng đấu loại trực tiếp

### Tứ kết
| Tampere United | 1 – 0 | Jaro |
| -------------- | ----- | ---- |
|                |       |      |

| FC Honka          | 2 – 2 (s.h.p.) | TPS |
| ----------------- | -------------- | --- |
|                   |                |     |
| Loạt sút luân lưu |                |     |
|                   | 3 – 5          |     |

| HJK               | 2 – 2 | FC Lahti |
| ----------------- | ----- | -------- |
|                   |       |          |
| Loạt sút luân lưu |       |          |
|                   | 5 – 3 |          |

| IFK Mariehamn | 3 – 1 | VPS |
| ------------- | ----- | --- |
|               |       |     |

### Bán kết
| Tampere United | 2 – 1 | TPS |
| -------------- | ----- | --- |
|                |       |     |

| HJK | 3 – 1 | IFK Mariehamn |
| --- | ----- | ------------- |
|     |       |               |

### Chung kết
| Tampere United | 2 – 0 | HJK |
| -------------- | ----- | --- |
|                |       |     |